# Yurïý Logvïnenko
Yurïý Logvïnenko (in kazako Юрий Логвиненко?; in russo Юрий Логвиненко?, Jurij Logvinenko; Aqtöbe, 22 luglio 1988) è un ex calciatore kazako, di ruolo difensore.

## Palmarès

### Club

#### Competizioni nazionali
- Qazаqstan Prem'er Ligasy: 8

Aqtóbe: 2007, 2008, 2009, 2013
Astana: 2016, 2017, 2018, 2019
- Supercoppa del Kazakistan: 6

Aqtóbe: 2008, 2010, 2014
Astana: 2018, 2019, 2020
- Coppa del Kazakistan: 1

Astana: 2016